# Apocalipse 3
Apocalipse 3 é o terceiro capítulo do Livro do Apocalipse (também chamado de "Apocalipse de João") no Novo Testamento da Bíblia cristã. O livro todo é tradicionalmente atribuído a João de Patmos, uma figura geralmente identificada como sendo o apóstolo João.

## Texto
O texto original está escrito em grego koiné e contém 22 versículos. Alguns dos mais antigos manuscritos contendo porções deste capítulo são:
- Papiro 115 (c. 275, versículos 10-12)
- Codex Sinaiticus (330-360, completo)
- Codex Alexandrinus (400-440, completo)
- Codex Ephraemi Rescriptus (c. 450, versículos 1-19)
- Uncial 0169 (século IV, versículos 19-22)

## Estrutura
Este capítulo pode ser dividido em 3 seções distintas, todas referentes a mensagens às sete igrejas da Ásia enviadas pelo Filho do Homem através de João em sua visão em Apocalipse 1:
- Mensagem à igreja de Sardes, a "igreja morta" (versículos 1-6)
- Mensagem à igreja de Filadélfia, a "igreja fiel" (versículos 7-13)
  - Apocalipse 3:7 é uma referência a Isaías 22:22
- Mensagem à igreja de Laodiceia, a "igreja morna" (versículos 14-22)

É uma continuação de Apocalipse 2, onde estão as mensagens às outras quatro igrejas.

## Versículo 20
Este versículo — «Eis aí estou à porta e bato. Se alguém ouvir a minha voz e abrir a porta, entrarei em sua casa, e cearei com ele, e ele comigo.» (Apocalipse 3:20) — já foi interpretada como sendo uma referência à iminência da volta de Cristo para julgar (veja Tiago 5:9). O ato de bater na porta seria o aviso, seja por através de precursores ou de sinais de sua volta, e seria observado por apenas uns poucos dada a preguiça geral que terá tomado os professores da religião; ele seria também o aviso repentino, no meio da noite, que acordará a todos.